# Cryptothelea licheniphilus
Cryptothelea licheniphilus är en fjärilsart som beskrevs av Köhler 1939. Cryptothelea licheniphilus ingår i släktet Cryptothelea och familjen säckspinnare. Inga underarter finns listade i Catalogue of Life.